# Hryszyne (Krym)
Hryszyne (ukr. Гришине, ros. Гришино, Griszyno) – wieś na Ukrainie, w Autonomicznej Republice Krymu (de iure stanowiącej integralną część państwa ukraińskiego, w 2014 anektowanej przez Rosję i odtąd funkcjonującej jako Republika Krymu), w rejonie perwomajskim. W 2021 liczyła 1993 mieszkańców.